# Înger păzitor

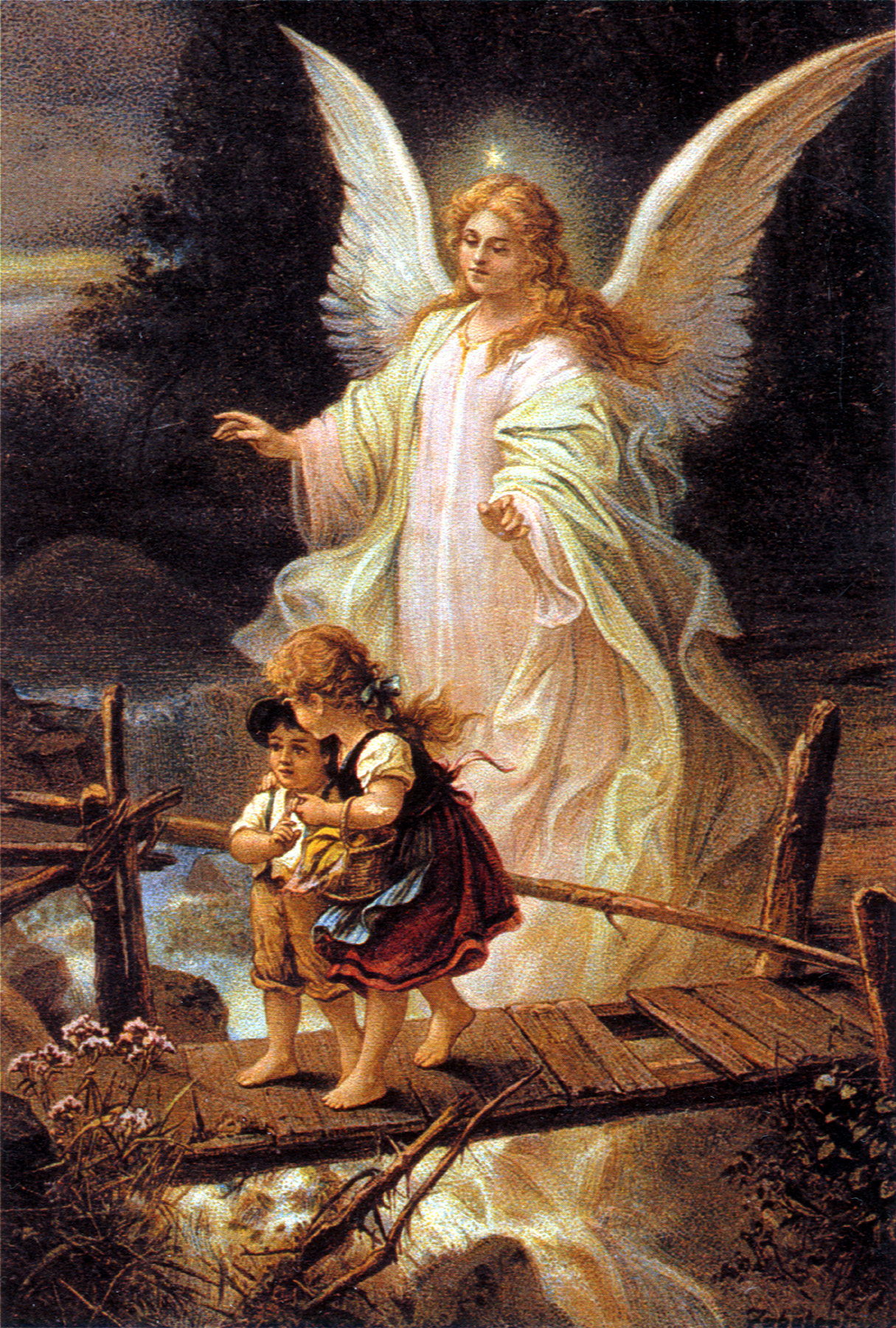

Îngerul păzitor apare în tradiția creștină ca fiind un înger dat omului la botez cu menirea de a-l păzi pe credincios în chip nevăzut de ispitele diavolului, de căderi în tot felul de păcate, de a-l călăuzi pe calea Bisericii, a pocăinței și a rugăciunii, de a-l mângâia în necazurile vieții și de a-l îndemna prin gând la toată fapta bună. El ar fi dat de Dumnezeu omului spre păzirea trupului și a sufletului său."Îngerii păzitori sunt alături de noi mereu și le putem cere ajutorul ori de câte ori suntem în dificultate. Ei sunt dispuși să ne ajute, trebuie doar să le cerem asta. Pentru a sublinia și mai mult rolul și ajutorul extrem de important al îngerului păzitor, tradiția creștină arată că, în anumite condiții (de exemplu, atunci când este apelat cu fervoare), îngerul păzitor poate interveni rapid și profund în evoluția noastră spirituală".
Papa Francisc a declarat în timpul liturghiei de 2 octombre 2014: „Doctrina despre îngeri nu este fantezistă. Este realitate"Papa a recomandat scepticilor să se întrebe "cum este relația mea cu îngerul meu păzitor? "Azi, aș pune o întrebare: cum este relația mea cu propriul Înger păzitor? Îl ascult? Îi spun, când mă trezesc, bună-dimineața? Îl rog, când mă culc, să mă păzească? Vorbesc cu el? Îi cer sfatul? La această întrebare am putea răspunde azi, fiecare dintre noi: în ce fel de raport suntem cu îngerul pe care Dumnezeu l-a trimis pentru a mă păzi și însoți pe cale și care vede mereu chipul Tatălui care este în ceruri".
Biserica a rezervat această zi de 2 octombrie comemorării Îngeri păzitori.

Prin extensie, înger păzitor este numită o persoană care veghează asupra cuiva și care are grijă de sănătatea cuiva.